# Six Chevaux dans la plaine
Pour plus de détails, voir Fiche technique et Distribution.
Six Chevaux dans la plaine (titre original : Six Black Horses) est un film américain de Harry Keller sorti en 1962.

## Synopsis
Un aventurier sauve un cow-boy de la pendaison. Dès lors, une femme décide d'engager les deux hommes pour retrouver son mari disparu dans les territoires indiens...

## Fiche technique
- Titre original : Six Black Horses
- Réalisation : Harry Keller
- Scénario : Burt Kennedy
- Directeur de la photographie : Maury Gertsman
- Montage : Aaron Stell
- Production : Gordon Kay
- Couleur : Eastmancolor
- Genre : Western
- Pays de production :  États-Unis
- Durée : 80 minutes
- Date de sortie :
  - États-Unis : 24 avril 1962 (New York), juin 1962
  - Mexique : 28 juin 1962
  - Allemagne de l'Ouest : 24 août 1962

## Distribution
- Audie Murphy (VF : Jacques Thébault) : Ben Lane
- Dan Duryea (VF : Pierre-Louis) : Frank Jesse
- Joan O'Brien (VF : Arlette Thomas) : Kelly
- George Wallace (VF : William Sabatier) : Will Boone
- Roy Barcroft (VF : René Blancard) : Mustanger
- Bob Steele (VF : Paul Faivre) : Joe le cogneur
- Henry Wills : le chef des indiens
- Phil Chambers (VF : Georges Hubert) : le croque-mort
- Charlita Regis : le danseur mexicain